# Sheila Piercey Summers
Sheila Piercey Summers (* 18. März 1919 in Johannesburg, Südafrika; † 14. August 2005) war eine südafrikanische Tennisspielerin.

## Karriere
1947 gewann sie zusammen mit ihrem Landsmann Eric Sturgess bei den Französischen Tennismeisterschaften im Mixed gegen Jadwiga Jędrzejowska und Christian Caralulis glatt in zwei Sätzen mit 6:0 und 6:0.
Die beiden konnten ihren Sieg 1949 gegen Jean Quertier und Gerry Oakley in zwei Sätzen mit 6:1 und 6:1 wiederholen.
Im gemischten Doppel der Wimbledon Championships siegten Piercey Summer und Sturgess 1949 gegen John Bromwich und Louise Brough in drei Sätzen mit 9:7, 9:11 und 7:5.
| Personendaten    | Personendaten                   |
| ---------------- | ------------------------------- |
| NAME             | Piercey Summers, Sheila         |
| KURZBESCHREIBUNG | südafrikanische Tennisspielerin |
| GEBURTSDATUM     | 18. März 1919                   |
| GEBURTSORT       | Südafrika                       |
| STERBEDATUM      | 14. August 2005                 |